# Sommer-Paralympics 2008/Teilnehmer (Lesotho)
| stlisierte Goldmedaille | stlisierte Silbermedaille | stlisierte Bronzemedaille |
| ----------------------- | ------------------------- | ------------------------- |
| —                       | —                         | —                         |

Lesotho nahm mit der Läuferin Thato Mohasoa an den Sommer-Paralympics 2008 im chinesischen Peking teil, die auch Fahnenträgerin beim Einzug der Mannschaft war. Sie nahm am 100-m-Lauf (T12) teil, konnte sich jedoch nicht für den Finallauf qualifizieren. Ein Medaillenerfolg Lesothos blieb demnach aus.

## Teilnehmer nach Sportart

### Leichtathletik
Frauen
- Thato Mohasoa